# Dům Ostrý roh
Dům Ostrý roh, alternativně také Dům na Ostrém rohu, je měšťanský dům na náměstí Krále Jiřího z Poděbrad v Chebu. Dům je původně gotický, později barokně přestavěný. Původně Junkerský rodový dům je významným především proto, že zde pobývaly některé vyznamné osobnosti – konkrétně český král Jiří z Poděbrad, srbský bán Jiří Brankovič a roku 1716 polská královna.
Dům byl v majetku rodu Junkerů od roku 1396 spolu se sousedními domy tvořil jeden stavební celek propojený chodbou. Roku 1604 požár zničil vnitřní výzdobu domu a také soukromou kapli. Při rekonstrukci byly původně propojené domy odděleny a interiér už nebyl nikdy obnoven. Poslední zbytky původního interiéru zmizely v 18. století.

## Popis
Jedná se o třípatrový dům, jenž se nachází na nároží náměstí Krále Jiřího z Poděbrad a Jateční ulice. Střecha domu je sedlová. Směrem na náměstí má dům 2 a směrem do Jateční ulice 7 okenních os. Průčelí člení ploché pásy spínající všechna patra, okna mají štukové rámy s uchy. V přízemí domu je zachován pozdně gotický půlkruhový portál a do průčelí domu je zasazen znak s letopočtem 1396.